# Condado de Benalúa

Escudo de Benalúa de las Villas, de donde fueron señores y luego condes, la familia Cañaveral.

El condado de Benalúa es un título nobiliario español creado por el rey Carlos III en 1781 a favor de José Miguel de Cañaveral y Mesía. Su nombre se refiere al municipio de Benalúa de las Villas, en la provincia de Granada.
El título se concedió con la denominación de «conde de Benalúa y de las Villas» con el vizcondado previo de Láchar, que fue permutado en 1951 por la actual denominación de «conde de Benalúa».

## Señores de Benalúa
- Pedro de Cañaveral, I señor de Benalúa.
- Juan Pérez de Cañaveral, II señor de Benalúa.
- Cristóbal de Cañaveral y Córdoba, III señor de Benalúa.
- Pedro de Cañaveral Córdoba y Heredia, IV señor de Benalúa.
- Cristóbal Cañaveral Córdoba y Trillo-Figueroa, V señor de Benalúa.
- Manuel Cañaveral Córdoba y Córdoba, VI señor de Benalúa.
- Cristóbal Cañaveral Córdoba y Orozco, VII señor de Benalúa.
- Cristóbal Cañaveral Córdoba y Monreal, VIII señor de Benalúa
- Francisco de Cañaveral Córdoba y Pérez de Vargas, IX señor de Benalúa.
- Manuel de Cañaveral y Mesía, X señor de Benalúa.

## Condes de Benalúa
- José Miguel de Cañaveral y Mesía, I conde de Benalúa.
- Fernando de Cañaveral y Cañas, II conde de Benalúa
- María Josefa de Cañaveral y Cañas, III condesa de Benalúa (VIII Duquesa del Parque).
- Vicente de Cañaveral y Remon-Zarco, IV conde de Benalúa.
- Francisco de Cañaveral y Osorio, V conde de Benalúa.
- Julio  Quesada de Cañaveral y Piedrola, VI conde de Benalúa (VIII duque de San Pedro de Galatino).
- Rodrigo de Medinilla y Cañaveral, VII conde de Benalúa.
- Teresa de Medinilla y Bernales, VIII condesa de Benalúa.